# 地域拠点国立大学
地域拠点国立大学（ちいききょてんこくりつだいがく）とは、韓国で「拠点国立大学総長協議会」に加入されている全国10の国立大学を通称する言葉である。韓国の各地域で最高水準の大学。略称は地拠国、拠点国立大。

## 所属大学

### 首都圏
- ソウル大学校

### 江原道
- 江原大学校

### 慶尚道
- 慶北大学校
- 慶尚国立大学校
- 釜山大学校

### 全羅道
- 全南大学校
- 全北大学校

### 忠清道
- 忠南大学校
- 忠北大学校

### 済州島
- 済州大学校